# Phương thức (lập trình máy tính)
Programming Paradigm hay Phương thức lập trình là một kiểu cơ bản của lập trình vi tính (Computer Programming). Paragigm với các khái niệm và sự trừu tượng dùng trong mô tả các thành phần của một chương trình (như: các đối tượng (objects), các hàm (functions), các biến, các hằng,…) và các bước để tính toán (như: các phép gán, biểu thức, các dòng dữ liệu,…).
Một ngôn ngữ lập trình có thể hỗ trợ nhiều Phương thức (lập trình), ví dụ: trong ngôn ngữ C++ hay Object Pascal ta có thể lập trình theo phương thức định hướng thủ tục hoặc theo phương thức hướng đối tượng, hay cũng có thể chứa cả hai kiểu viết này. Những người thiết kế phần mềm và lập trình viên tự chọn cho mình phương thức lập trình phù hợp cho họ.
1. Trong ngôn ngữ lập trình hướng đối tượng, người lập trình có thể nghĩ rằng một chương trình bao gồm tập hợp các đối tượng có tương tác lẫn nhau, trong khi đó những lập trình viên thiên về lập trình thủ tục lại nghĩ về một tập hợp các câu lệnh, hàm và biểu thức tính toán.
2. Hay đối với việc lập trình trên các hệ thống có nhiều vi xử lý (multi-processor), lựa chọn phương pháp lập trình hướng xử lý (process-oriented programming) cho phép các lập trình viên nhìn chương trình của mình dưới góc độ một tập các hành động được Xử lý đồng thời dựa trên sự chia sẻ các cấu trúc dữ liệu vật lý.

Ta có thể thấy rằng, cho dù là chọn phương thức lập trình nào, chúng ta vẫn mong muốn đạt đến một kết quả là làm sao để có sản phẩm tối ưu, đầy đủ các tính năng so với yêu cầu đề ra. Sự chọn lựa một phương thức lập trình phù hợp với yêu cầu đặt ra sẽ giúp các lập trình viên có được một kết quả tốt nhất. Do vậy, thực sự không thể so sánh ưu nhược điểm giữa các phương thức lập trình nếu không đặt nó vào một hoàn cảnh cụ thể của yêu cầu. (Ví dụ: người ta hay nói Lập trình hướng đối tượng là tối ưu hơn lập trình hướng thủ tục; tuy nhiên trong trường hợp ta chỉ cần viết một chương trình để giải phương trình bậc 2 của 2 biến x và y thì lựa chọn phương pháp Lập trình hướng đối tượng sẽ không là sự lựa chọn sáng suốt.